# Belinda Snell
Pour les articles homonymes, voir Snell.
Belinda Snell, née le 10 janvier 1981 à Mirboo North, est une joueuse australienne de basket-ball.

## Biographie
Belinda Snell est née et a grandi en Australie, où elle commence à jouer au basket-ball dès son plus jeune âge. Après avoir évoluer pendant plusieurs années dans des clubs australiens, elle décide de tenter l'aventure en Europe et signe avec le club polonais de Polkowice. Au cours de la saison 2013-2014, elle montre son talent sur les parquets européen en inscrivant en moyenne 12,6 points et 4,3 rebonds par match en championnat et 12,5 points et 3,8 rebonds en Euroligue. En mai 2014, elle choisit de rentrer en Australie pour rejoindre le club de Bendijo Spirit.

## Club
- ??-?? :  Australian Institute of Sport
- 2001-2006 :  Sydney Uni Flames
- 2006-2007 :  Basket Spezia Club
- 2007-2008 :  Bourges basket
- 2008-2009 :  ŽBK Dynamo Moscou
- 2009-2010 :  Ros Casares Valence
- 2010-2011 :  Perfumerias Avenida Salamanque
- 2011-2012 :  Sydney Uni Flames
- 2012-2014 :  CCC Polkowice
- 2014- :  Bendigo Spirit

### Ligue d'été
- 2005-2007 : Mercury de Phoenix
- 2009-2010 : Silver Stars de San Antonio
- 2011 : Storm de Seattle

## Palmarès
- Vainqueur de l'Euroligue 2011

### Club
- 1999 : Championne de la ligue australienne avec l'institut du sport australien (AIS)
- 2001 : Championne d'Australie avec Sydney Uni Flames
- 2002 : Finaliste de la Ligue australienne avec Sydney Uni Flames
- 2003 : Finaliste de la Ligue australienne avec Sydney Uni Flames
- 2004 : Finaliste de la Ligue Australienne avec Sydney Uni Flames
- 2005 : Finaliste de la Ligue Australienne avec Sydney Uni Flames
- 2013 : Champion de Pologne[2]
- 2013 : Coupe de Pologne[2]
- 2007 : Championne WNBA avec le Mercury de Phoenix
- 2008 : Vainqueur du Tournoi de la Fédération avec le Bourges Basket
- Championne de France : 2008

### Sélection nationale australienne
- Jeux olympiques d'été
  -  Médaille d'argent aux Jeux olympiques d'été de 2004 à Athènes
  -  Médaille d'argent aux Jeux olympiques de 2008 à Pékin,  Chine
  -  Médaille de bronze des Jeux olympiques de 2012 à Londres,  Royaume-Uni[3]
- Championnat du monde
  -  Médaille de bronze du Championnat du monde 2014 en Turquie[4]
  -  Médaille d'or du Championnat du monde 2006 au Brésil
- autres
  -  Médaille d'or des jeux du Commonwealth 2006
- Championnat d'Océanie de basket-ball féminin
  -  Championnat d'Océanie de basket-ball féminin 2013[5]

## Distinctions personnelles
- Meilleure marqueuse du championnat australien 2005
- Élue MVP du tournoi de la Fédération (France) en 2008
- Élue meilleure joueuse étrangère du championnat de France en 2008